# 台中龍井太陽光電場
台中龍井太陽光電場位於臺灣臺中市龍井區，為台灣電力公司所興建的地面式太陽能光電場，該光電場是台電公司所推的的「太陽光電第一期計畫」中的其中一項子計畫。

## 沿革

### 背景
台灣電力公司配合政府綠色能源政策推動，及擴大內需政策等，開始積極推動太陽光電設置計畫，盤點臺灣各地適合興建太陽光電場的大面積場域，或是自有建物的屋頂。並於2007年5月奉行政院核定，推動「太陽光電第一期計畫」，其中該計畫共分有台中發電廠、興達發電廠生水池、金門金沙太陽光電場，以及台中龍井太陽光電計畫等分項，總投資金額為新臺幣35.7億元，而其中龍井太陽光電計畫又再細分為第一期兩標與第二期。

### 施工
龍井太陽光電場採用多晶矽太陽能板，總場域達12.79公頃，約三個棒球場大，第一期第一標由互立機電工程公司得標興建，第一期第二標由華城電機公司得標，第二期工程由亞力電機公司得標，於2014年3月26日進場施工，8月6日第一度電併聯發出，10月30日竣工。本案場總變電站是由華城電機興建並整合第1期第一標、第1期第二標及第2期全部光電系統，第1期所裝設的太陽光電板裝置容量3,765.6kW，第2期安裝容量為2,720.34kW，合併裝置容量為6.486kW，安裝光電板數量達2萬6千片，成為當年臺灣單一裝置容量最大的地面式太陽光電場。2014年12月12日龍井太陽光電興建工程第二期獲行政院公共工程委員會頒發「設施類」公共工程品質金質獎。

### 完工
2014年12月24日龍井太陽光電場竣工啟用，台電公司特地舉辦啟用典禮，由時任台電副總經理鍾炳利主持啟用發電。而鍾炳利也表示，龍井光電場除了發電用途外，也將場區規劃成能源教育場所，提供教師、學生，社團等申請進入場區作能源教育用途。龍井太陽光電場啟用後年發電量約800萬度電，相當於可供應2,300戶一年的家庭用電量，約可減少4,400噸二氧化碳排放，該場也是台電既金門金沙太陽光電場、高雄永安鹽田光電場，及澎湖七美太陽光電場後，光電一期計畫第四座完成啟用的光電場。
2022年3月30日龍井光電場驚傳火警意外，臺中市消防局獲報出動14輛消防車、救護車及34名隊員前往救援，經現場初步勘查為鋰電池儲能系統的貨櫃起火，而該儲能貨櫃為工業技術研究院所設置的圓柱狀鋰三元電池儲能系統為臺灣本土生產，本案場由華城電機/元能科技/創揚科技共同承攬，因此火警意外也引發臺灣儲能、電池生產商的注目，由於當前儲能系統業界以鋰三元電池，及磷酸鋰鐵電池分為兩派理論，而此事件發生後，讓鋰三元電池相對不安全之聲浪增加。

## 設施

### 發電機組
| 光電板型號                                   | 太陽能發電類型 | 光電板數量（片） | 裝置容量（MW） | 商轉日期     | 狀態   |
| -------------------------------------------- | -------------- | ---------------- | -------------- | ------------ | ------ |
| 臺灣上陽能源科技製 TS-M240A3-6100 太陽光電板 | 地面式太陽光電 | 8,342片          | 2.002MW        | 2013年5月1日 | 商轉中 |

| 光電板型號                          | 太陽能發電類型 | 光電板數量（片） | 裝置容量（MW） | 商轉日期      | 狀態   |
| ----------------------------------- | -------------- | ---------------- | -------------- | ------------- | ------ |
| 臺灣旺能光電製 D6p240B3A 太陽光電板 | 地面式太陽光電 | 7.350片          | 1.764MW        | 2013年1月30日 | 商轉中 |

| 光電板型號                         | 太陽能發電類型 | 光電板數量（片） | 裝置容量（MW） | 商轉日期     | 狀態   |
| ---------------------------------- | -------------- | ---------------- | -------------- | ------------ | ------ |
| 臺灣友達光電製 PM245P00 太陽光電板 | 地面式太陽光電 | 10,667片         | 2.72MW         | 2014年8月6日 | 商轉中 |